# Contentsquare
Contentsquare est une scale-up et licorne française fondée par Jonathan Cherki.
Contentsquare propose des modules de recueil de données des comportements d'utilisateurs lors de l'utilisation d'un site web ou d'une application mobile, ainsi que des préconisations d'adaptation de contenu aux entreprises proposant ces services ou ces sites. Les données recueillies le sont à partir de mouvements de souris et autres interactions avec les applications ou sites web.

## Histoire

### Levées de fonds
- Amorçage, 2012, 400 000 euros auprès de Seed4Soft[2]
- Série A, 6 juin 2017, 20 millions de dollars[3]
- Série B, 29 janvier 2018, 42 millions de dollars[4]
- Série C, 28 janvier 2019, 60 millions de dollars[5].
- Série D, 19 mai 2020, 190 millions d'euros[6].
- Série E, 26 mai 2021, 500 millions de dollars, pilotée par le Vision Fund 2 de SoftBank, une levée de fonds record pour une startup technologique Française[7].
- Série F, 21 juillet 2022, 600 millions de dollars, pilotée par SixthStreet[8].

Dans le cadre de sa Série F en juillet 2022, menée par Sixth Street, Contentsquare a levé 400 millions de dollars en fonds propres et de 200 millions de dollars en dette. Son financement cumulé atteint 1,4 milliard de dollars, levés auprès d’investisseurs de premier plan (dont Softbank, Eurazeo, Bpifrance... ). Sa valorisation (5,6 milliards de dollars) a doublé depuis sa Série E en mai 2021.

### Acquisitions
- Clicktale, 2019[10]
- Pricing Assistant, 2019[11]
- Dareboost, 2020[12]
- Adapte Mon Web, 2020[13]
- Hotjar, 2021[14]
- Upstride, 2021[15]
- Heap, 2023[16]

## Concurrents
Le domaine d'activité de Contentsquare est très concurrentiel avec notamment la société Smartlook, gérée par la société Tchèque Smartsupp, Glassbox, situé en Israël, et FullStory, situé à Atlanta.

## Distinctions
- Contentsquare intègre le Next40[20]